# 馬卡洛夫上校國立造船大學
马卡洛夫上校國立造船大學（烏克蘭語：Націона́льний університе́т кораблебудува́ння і́мені адміра́ла Мака́рова，羅馬化：Natsionalnyi universytet korablebuduvannia imeni admirala Makarova，縮寫：НУК ім. адм. Макарова）位於烏克蘭南部港口城市尼古拉耶夫，根據俄羅斯帝國海軍上將斯捷潘·馬卡羅夫命名。

## 历史
於1920年7月16日成立，乌克兰马卡洛夫国立造船大学拥有90多年的建校历史，是乌克兰国内一流的高等学府，在造船领域享有盛誉，培养了大批造船专业人才。
塞爾希·里日科夫為乌克兰造船科学院院士，国际海洋科学与技术创新学院院长，乌克兰马卡洛夫国立造船大学技术科学博士、教授，现任该校校长。

## 画廊

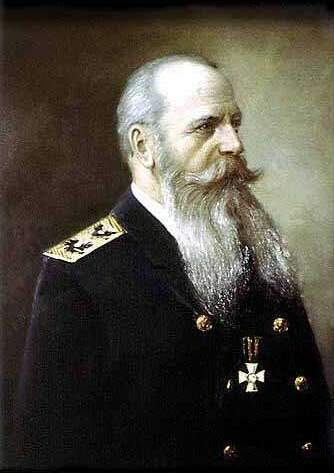
俄罗斯帝国海军中将斯捷潘·马卡罗夫画像
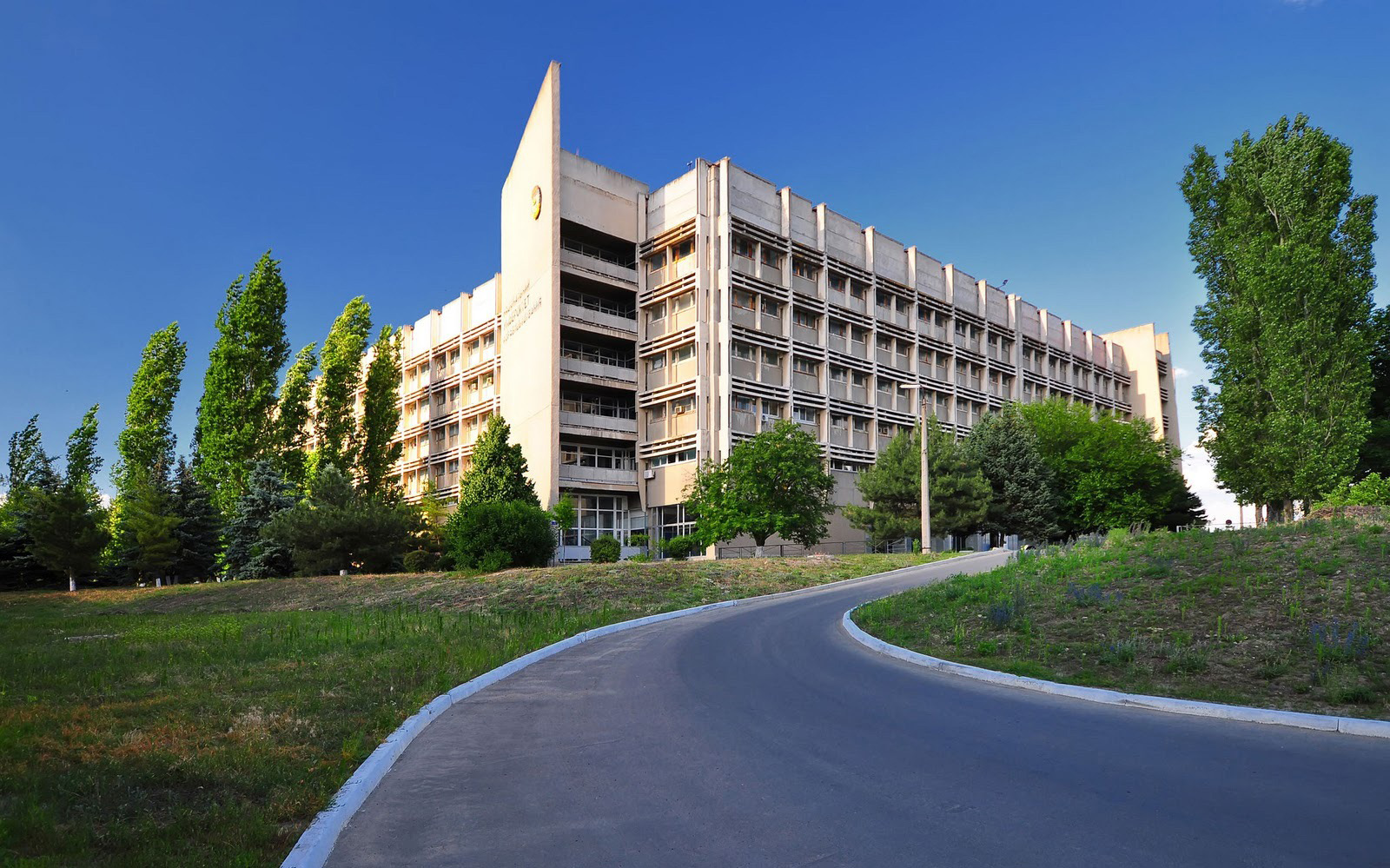
乌克兰国立造船大学